# Championnats du monde de cyclisme sur route 1924
Navigation
Zurich 1923 Apeldoorn 1925
Les championnats du monde de cyclisme sur route 1924, quatrième édition des championnats du monde de cyclisme sur route, ont eu lieu le 2 août 1924 à Versailles (Seine-et-Oise) en France.

## Déroulement
Comme depuis 1921, une seule épreuve, ouverte aux amateurs, est au programme, les professionnels n'étant pas assez nombreux à l'époque pour avoir leur course.
La course est tracée sur 180 kilomètres. Le champion du monde est le Français André Leducq, âgé de 20 ans. Il s'impose en solitaire à une moyenne de 32,7 kilomètres par l'heure ; 21 coureurs ont terminé la course.

## Parcours
L'itinéraire de la course est constitué d'une boucle partant et revenant à Versailles (Seine-et-Oise) en passant notamment par le département d'Eure-et-Loir et les villes de Dreux et Chartres.
| Communes ou localité     | Département   | km    | Remarque                           |
| ------------------------ | ------------- | ----- | ---------------------------------- |
| Versailles               | Seine-et-Oise | 0     | Départ grille de l'Orangerie, 8h00 |
| Saint-Cyr                | Seine-et-Oise | 4     |                                    |
| Trappes                  | Seine-et-Oise | 9,5   |                                    |
| Pontchartrain            | Seine-et-Oise | 17,5  |                                    |
| La Queue-les-Yvelines    | Seine-et-Oise | 30    |                                    |
| Molette                  | Seine-et-Oise | 40,5  |                                    |
| Houdan                   | Seine-et-Oise | 42    |                                    |
| Goussainville            | Eure-et-Loir  | 46    |                                    |
| Cherisy                  | Eure-et-Loir  | 57    |                                    |
| Dreux                    | Eure-et-Loir  | 61    | contrôle, ravitaillement           |
| Tréon                    | Eure-et-Loir  | 69    |                                    |
| Châteauneuf-en-Thymerais | Eure-et-Loir  | 81    | contrôle, ravitaillement           |
| Thimert                  | Eure-et-Loir  | 83    |                                    |
| Vérigny                  | Eure-et-Loir  | 92    |                                    |
| Chartres                 | Eure-et-Loir  | 108   | contrôle                           |
| Le Gué-de-Longroi        | Eure-et-Loir  | 127   |                                    |
| Ablis                    | Seine-et-Oise | 135   | contrôle, ravitaillement           |
| Rambouillet              | Seine-et-Oise | 149   |                                    |
| Cernay-la-Ville          | Seine-et-Oise | 160,5 |                                    |
| Senlisse                 | Seine-et-Oise | 163,5 |                                    |
| Dampierre                | Seine-et-Oise | 166   |                                    |
| Voisins-le-Bretonneux    | Seine-et-Oise | 175   |                                    |
| La Minière               | Seine-et-Oise | 179   |                                    |
| Versailles               | Seine-et-Oise | 180   | Arrivé au plateau de Satory        |

## Liste des engagés
Chaque pays représenté peut engager six coureurs dont quatre peuvent effectivement prendre le départ. Dix nations sont représentées : Royaume-Uni, Argentine, Belgique, Danemark, France, Pays-Bas, Italie, Pologne, Suède et Suisse.
| N° de dossard | Nom                | Nationalité | Remarque |
| ------------- | ------------------ | ----------- | -------- |
| 1             | J. W. Hanson       | Royaume-Uni |          |
| 2             | S. G. R. Hunter    | Royaume-Uni |          |
| 3             | David Marsh        | Royaume-Uni |          |
| 4             | Ernie Pilcher      | Royaume-Uni |          |
| 5             | J. W. Rossiter     | Royaume-Uni |          |
| 6             | Andrew Wilson      | Royaume-Uni |          |
| 7             | Julio Polet        | Argentine   |          |
| 8             | Cosme Saavedra     | Argentine   |          |
| 9             | Alphonse de Cat    | Belgique    |          |
| 10            | Henri Hoevenaers   | Belgique    |          |
| 11            | Henri Pruin        | Belgique    |          |
| 12            | Fernand Saive      | Belgique    |          |
| 13            | Jean Vandenbosch   | Belgique    |          |
| 14            | Jules Verbist      | Belgique    |          |
| 15            | Henry Hensen       | Danemark    |          |
| 16            | Ivend Johansen     | Danemark    |          |
| 17            | Armand Blanchonnet | France      |          |
| 18            | Marc Bocher        | France      |          |
| 19            | Georges Hamel      | France      |          |
| 20            | André Leducq       | France      |          |
| 21            | Raymond Roussel    | France      |          |
| 22            | Georges Wambst     | France      |          |
| 23            | Heeren             | Pays-Bas    |          |
| 24            |                    | Pays-Bas    |          |
| 25            |                    | Pays-Bas    |          |
| 26            |                    | Pays-Bas    |          |
| 27            |                    | Pays-Bas    |          |
| 28            |                    | Pays-Bas    |          |
| 29            |                    | Italie      |          |
| 30            |                    | Italie      |          |
| 31            |                    | Italie      |          |
| 32            |                    | Italie      |          |
| 33            |                    | Italie      |          |
| 34            |                    | Italie      |          |
| 35            |                    | Pologne     |          |
| 36            |                    | Pologne     |          |
| 37            |                    | Pologne     |          |
| 38            |                    | Pologne     |          |
| 39            |                    | Pologne     |          |
| 40            |                    | Pologne     |          |
| 41            |                    | Suède       |          |
| 42            |                    | Suède       |          |
| 43            |                    | Suède       |          |
| 44            |                    | Suède       |          |
| 45            |                    | Suède       |          |
| 46            |                    | Suède       |          |
| 47            |                    | Suisse      |          |
| 48            |                    | Suisse      |          |
| 49            |                    | Suisse      |          |
| 50            |                    | Suisse      |          |
| 51            |                    | Suisse      |          |
| 52            |                    | Suisse      |          |

## Résultats

### Podium
| Épreuves :                          | Or                  | Or                 | Argent             | Argent      | Bronze                    | Bronze       |
| Amateurs                            |                     |                    |                    |             |                           |              |
| Hommes - amateurs - course en ligne | André Leducq France | en 5 h 30 min 34 s | Otto Lehner Suisse | à 1 min 2 s | Armand Blanchonnet France | à 3 min 53 s |

### Résultats détaillés
| Position | Coureur             | Pays            | Temps      |
| -------- | ------------------- | --------------- | ---------- |
| 1        | André Leducq        | France          | 5h 30m 34s |
| 2        | Otto Lehner         | Suisse          | + 1m 02s   |
| 3        | Armand Blanchonnet  | France          | + 3m 53s   |
| 4        | Libero Ferrario     | Italy           | + 8m 20s   |
| 5        | Georges Wambst      | France          | + 9m 38s   |
| 6        | Georges Antenen     | Suisse          | + 12m 16s  |
| 7        | Arturo Bresciani    | Italy           | + 15m 10s  |
| 8        | Alfons De Cat       | Belgique        | + 18m 33s  |
| 9        | Jean Van Den Bosch  | Belgique        | + 21m 44s  |
| 10       | Ernie Pilcher       | Grande-Bretagne | + 27m 48s  |
| 11       | Domenico Piemontesi | Italy           | +29m 34s   |
| 12       | Orsa Bohlin         | Suède           | +30m 07s   |
| 13       | Andy Wilson         | Royaume-Uni     | +31m 20s   |
| 14       | Joris Van Dijk      | Pays-Bas        | +31m 53s   |
| 15       | Luigi Magnotti      | Italy           | +37m 01s   |
| 16       | Adolf Läuppi        | Suisse          | +38m 17s   |
| 17       | Sven-Aage Johansen  | Danemark        | +41m 33s   |
| 18       | Henry Hansen        | Danemark        | +45m 46s   |
| 19       | Wiktor Höchsman     | Pologne         | +46m 08s   |
| 20       | Jan Maas            | Pays-Bas        | +46m 36s   |
| 21       | Cees Heeren         | Pays-Bas        | +47m 18s   |
| 22       | Carl Frimodig       | Suède           | +49m 10s   |

## Tableau des médailles
| Rang  | Nation | Or | Argent | Bronze | Total |
| ----- | ------ | -- | ------ | ------ | ----- |
| 1     | France | 1  | 0      | 1      | 2     |
| 2     | Suisse | 0  | 1      | 0      | 1     |
| Total | Total  | 1  | 1      | 1      | 3     |